# Ambatondrazaka
Ambatondrazaka är en stad och kommun i regionen Alaotra-Mangoro i den östra delen av Madagaskar. Kommunen hade 47 649 invånare vid folkräkningen 2018, på en yta av 11,08 km². Den ligger inte långt från insjön Alaotra, cirka 155 kilometer nordost om Antananarivo. Ambatondrazaka är huvudort i regionen Alaotra-Mangoro.